# Бекмурзов, Михаил Гаврилович
Михаи́л Гаври́лович Бекму́рзов (осет. Гаврилы фырт Михал Бекмӕрзты; 30 августа 1928, селение Камунта Ирафского района Северной Осетии — Алании) — советский борец вольного стиля. Мастер спорта СССР (1955). Заслуженный мастер спорта СССР (1965) и Заслуженный тренер СССР (1984) по вольной борьбе. Отличник физической культуры (1957).

## Биография
Родился 30 августа 1928 года в селении Камунта Ирафского района Северной Осетии — Алании.
Был хорошо развит физически. Начал карьеру, выиграв чемпионат Владикавказа, через некоторое время стал чемпионом Северной Осетии, а потом чемпионом РСФСР. Представлял общество «Буревестник».
В 1961 году стал серебряным призёром чемпионата мира в Йокогаме. В 1962 году стал чемпионом СССР. Двукратный чемпион Спартакиады народов СССР (1959, 1963). В 1963 году стал победителем игр GANEFO в Джакарте, единственный из осетинских борцов. Шестикратный чемпион РСФСР.
В 1954 году окончил факультет физического воспитания и спорта Северо-Осетинского государственного университета имени Коста Левановича Хетагурова.
В своей тренерской деятельности подготовил много борцов мирового класса, среди них многократный чемпион мира и Европы, заслуженный мастер спорта, заслуженный тренер СССР — Аслан Хадарцев.